# Маклафлин-Корологос, Энн
Энн Маклафлин-Корологос (англ. Ann McLaughlin Korologos; 16 ноября 1941, Чатем, Нью-Джерси — 30 января 2023, Солт-Лейк-Сити, Юта) — американский государственный деятель, министр труда США (1987—1989).

## Биография
Окончила Фордемский университет и Пенсильванский университет. В 1975 году вышла замуж за политического комментатора и бывшего иезуитского священника Джона Маклафлина (в 1970 году она управляла его избирательной кампанией во время выборов в Сенат США в Род-Айленде в 1970 году; Маклафлин тогда проиграл демократу Джону Пасторе). Они развелись в 1992 году.
С 1973 по 1974 год была пресс-секретарём Агентства по охране окружающей среды, затем перешла на работу в химическую корпорацию Union Carbide. После избрания президентом Рональда Рейгана она вернулась в правительство, работала в министерствах финансов и внутренних дел. В 1987 году Маклафлин была назначена Рейганом на должность министра труда после того, как её предшественник, Билл Брок, возглавил избирательный штаб кандидата в президенты Боба Доула (Доул проиграл праймериз республиканцев действующему вице-президенту Джорджу Бушу — старшему).
Покинув администрацию Рейгана, Маклафлин возглавляла некоммерческую организацию Federal City Council (1990 — 1995) и Аспенский институт (1996 — 2000). Входила в совет директоров корпорации Microsoft (2000 — 2006) и совет попечителей аналитического центра RAND Corporation (2004 — 2009). На сегодняшний день она также является членом совета директоров ряда компаний, в том числе Fannie Mae и Kellogg.
В ходе президентской избирательной кампании 2008 года, Маклафлин была одним из делегатов Джона Маккейна от округа Колумбия на съезде республиканцев.
Замужем за Томом Корологосом, известным лоббистом и бывшим послом США в Бельгии.
Энн Маклафлин скончалась 30 января 2023 года.